# Michel Diefenbacher
 (octobre 2017).
Si vous disposez d'ouvrages ou d'articles de référence ou si vous connaissez des sites web de qualité traitant du thème abordé ici, merci de compléter l'article en donnant les références utiles à sa vérifiabilité et en les liant à la section « Notes et références ».
Pour les articles homonymes, voir Diefenbacher.
Michel Diefenbacher, né le 15 juillet 1947 à Sarrebourg (Moselle) et mort le 10 octobre 2017 à Birac-sur-Trec, est un haut fonctionnaire et homme politique français.
Fils d'un préfet, diplômé de l'Institut d'études politiques de Paris (promotion 1969), ancien élève de l'École nationale d'administration (promotion Simone-Weil, 1974), il termine sa carrière administrative en tant que conseiller-maître à la Cour des comptes.

## Carrière administrative
Fils d'Alfred Diefenbacher, frère de Jean-Louis Diefenbacher, Michel Diefenbacher est successivement directeur de cabinet du secrétaire d'état auprès du ministre de l'intérieur, chargé des territoires d'outre mer (1974-1978), secrétaire général adjoint de la Polynésie française, chef de la mission d'aide technique en Polynésie française (1978).
Nommé sous-préfet de Marmande (1979-1981), il est ensuite directeur du cabinet du préfet de la région Provence-Alpes-Côte d'Azur, préfet des Bouches-du-Rhône (1981-1983), sous-directeur des affaires politiques au secrétariat d'État chargé des Départements et Territoires d'Outre-mer (1983-1986), sous-directeur du corps préfectoral, des administrateurs civils et des tribunaux administratifs (1986-1989).
Nommé préfet, il est successivement préfet adjoint pour la sécurité auprès du préfet du Rhône (1989-1990), préfet de Lot-et-Garonne (1992-1994), préfet de la région Guadeloupe (1994-1996), préfet de la région Limousin, préfet de la Haute-Vienne (1996-2000), préfet de la région Poitou-Charentes, préfet de la Vienne (janvier-septembre 2000).
Il quitte ce dernier poste pour entrer à la Cour des Comptes en tant que conseiller-maître avant de se lancer dans la vie politique.

## Carrière politique
Michel Diefenbacher est député de la 2e circonscription de Lot-et-Garonne de juin 2002 à juin 2012.
Élu conseiller général du canton de Marmande-Ouest en 2001, il devient vice-président du Conseil général jusqu'en 2004. Il est alors nommé président du comité consultatif de la caisse centrale de réassurance pour la gestion du fonds de compensation des risques de l'assurance de la construction. En 2004, il sera élu président du Conseil général de Lot-et-Garonne qu'il présidera jusqu'en mars 2008. En mars 2010, il est élu Conseiller régional d'Aquitaine et succède à Xavier Darcos à la tête du groupe d'opposition régionale en octobre 2011.
À l'Assemblée nationale, il fait partie du groupe UMP. Il est Secrétaire de la Commission des Finances, membre de la Commission des Affaires européennes, membre de la commission spéciale chargée d'examiner le projet de loi relatif à la bioéthique, Vice-Président de la Commission d'enquête sur les produits financiers à risque des collectivités territoriales et Président du groupe d'amitié France-Turquie.
Il est Rapporteur spécial du budget Sécurité (budget de la police et de la gendarmerie). Il est de plus membre des groupes d'études : Agro-alimentaire et filière agricole - Enseignement privé sous contrat et hors contrat - Forêt - Fruits et légumes - Laïcité - Minières - Partenariats publics et privés - Tabac - Tibet.
Ses thèmes de prédilections sont notamment : les Finances publiques, l'Agriculture, la Sécurité, les collectivités territoriales, la Fonction publique et l'Outre-mer.
Michel Diefenbacher a été l'auteur de plus de 20 rapports au cours de ses 2 mandats (Rapatriés d'Algérie, intéressement collectif dans la Fonction publique, fiscalité écologique, supervision financière en Europe...).
Par ailleurs, il représente l'Assemblée nationale au Haut Conseil du secteur public, au conseil d'administration de l'établissement public de réalisation de défaisance (EPRD) et au conseil d'administration de l'École nationale d'administration (ENA).
Secrétaire départemental de l'UMP Lot-et-Garonne, il succède en 2010 à Jean François-Poncet à la présidence de celle-ci. Secrétaire national de l'UMP chargé de l'Outre-mer, Michel Diefenbacher est ensuite Secrétaire national chargé de la Fonction publique territoriale.
Le 20 juin 2012, il est battu par Matthias Fekl et quitte ses fonctions de député de la 2e circonscription de Lot-et-Garonne.

## Vie privée
Il a trois enfants, dont Tristan Diefenbacher, également énarque, haut fonctionnaire.

## Mandats

### Mandats politiques nationaux
- De juin 2002 à juin 2007 : député UMP de la 2e circonscription de Lot-et-Garonne
- Du 20 juin 2007 au 20 juin 2012 : député UMP de la 2e circonscription de Lot-et-Garonne

### Mandats politiques locaux
- Du 19 mars 2001 au 21 janvier 2004 : Vice-président du Conseil général de Lot-et-Garonne
- Du 22 janvier 2004 au 16 mars 2008 : Président du Conseil général de Lot-et-Garonne
- Du 21 mars 2010 au 13 décembre 2015 : Conseiller régional d'Aquitaine

## Récompenses et distinctions

### Décorations
- Chevalier de la Légion d'honneur, Décret du 13 juillet 1993
- Officier de l'ordre national du Mérite, Décret du 14 mai 1997. Chevalier du 3 février 1988.